# Jeffery Taylor
Jeffery Matthew Taylor (Norrköping, 23 de maio de 1989) é um basquetebolista profissional estadunidense, nascido na Suécia, que atualmente joga pelo Real Madrid na Euroliga e Liga ACB.